# Picture Book
Az 1985-ös Picture Book a Simply Red debütáló nagylemeze. Bekerült az 1001 lemez, amit hallanod kell, mielőtt meghalsz című könyvbe. Szerepel rajta a Holding Back the Years number one sláger.

## Az album dalai
| 1. | Come to My Aid  | Mick Hucknall, Fritz McIntyre | 4:03 |
| 2. | Sad Old Red     | Hucknall                      | 4:33 |
| 3. | Look at You Now | Hucknall                      | 3:02 |
| 4. | Heaven          | David Byrne, Jerry Harrison   | 4:32 |
| 5. | Jericho         | Hucknall                      | 6:03 |

| 1. | Money’s Too Tight (to Mention) | John és William Valentine | 4:13 |
| 2. | Holding Back the Years         | Hucknall, Neil Moss       | 4:30 |
| 3. | (Open Up the) Red Box          | Hucknall                  | 3:56 |
| 4. | No Direction                   | Hucknall, Dave Fryman     | 3:41 |
| 5. | Picture Book                   | Hucknall, McIntyre        | 5:49 |

## Közreműködők
- Mick Hucknall – ének
- Fritz McIntyre – billentyűk, vokál
- Chris Joyce – dob, ütőhangszerek
- Tony Bowers – basszusgitár
- Sylvan Richardson – gitár
- Tim Kellett – trombita

### Vendégzenészek
- Ian Dickson – tenorszaxofon (Jericho, Sad Old Red és Heaven)
- Ronnie Ross – baritonszaxofon (Jericho, Sad Old Red és Heaven)
- Francis Foster – konga (Come To My Aid és Look At You Now)
- David Fryman – gitár, vokál (Open Up The Red Box)

## Fordítás
Ez a szócikk részben vagy egészben a Picture Book (album) című angol Wikipédia-szócikk ezen változatának fordításán alapul.  Az eredeti cikk szerkesztőit annak laptörténete sorolja fel. Ez a jelzés csupán a megfogalmazás eredetét és a szerzői jogokat jelzi, nem szolgál a cikkben szereplő információk forrásmegjelöléseként.